# ساکورا
ساکورا (به ژاپنی: 桜 サクラ Sakura) نامی است که مردم ژاپن، به درخت گیلاس داده اند. همچنین به شکوفهٔ درخت گیلاس نیز به‌اختصار ساکورا گفته می‌شود.
در طبیعت، ساکوراها هم به صورت خودرو و هم به صورت پرورشی وجود دارند. بیشتر گونه‌های درختان ساکورای پرورشی را ساکوراهای زینتی تشکیل می‌دهند. ساکوراهای زینتی از نظر زیبایی گل کیفیت بالایی دارند اما شکوفه‌ها معمولاً تبدیل به گیلاس نمی‌شوند یا در صورت تبدیل‌شدن، کیفیت لازم را برای عرضه به بازار ندارند. به غیر از کاشت این درخت جهت لذت بردن از زیبایی آن، از زمان‌های بسیار کهن تاکنون، علاوه بر میوه، از گل و برگ ساکورا نیز به‌عنوان مادهٔ غذایی استفاده می‌شود. عمر درختان خودروی ساکورا بسیار طولانی‌است. عمر تک‌درختی به نام جیندای-زاکورا در استان یاماناشی در حدود ۲۰۰۰ سال برآورد شده‌است. ژاپنی‌ها از دیرباز به شکوفهٔ گیلاس و تماشای آن اهمیت خاصی می‌دادند و آن را گل سرسبد تمامی گل‌ها می‌دانند. به‌طور سنتی شکوفهٔ ساکورا گل ملی کشور ژاپن به‌شمار می‌آید و در شعر و ادبیات این کشور جایگاه خاصی دارد. ژاپن از نظر تعداد و تنوع درخت‌های گیلاس غنی‌ترین کشور دنیاست. امروزه در این کشور مجموع تعداد گونه، رقم و نژادهای ساکورا به حدود ۶۰۰ نوع رسیده‌است.

## واژه‌شناسی
دربارهٔ ریشهٔ واژهٔ ساکورا 桜 چند نظریه وجود دارد. بر طبق نظر برخی از پژوهشگران، نام این نوع درختان در ابتدا هانا نو ساکو کی به معنی «درختی که گل از آن شکفته می‌شود» بوده‌است. بعد این نام تبدیل شده‌است به ساکو (به ژاپنی: 咲く、さく saku) که معنای آن «شکفته شدن» است. سپس به آن پسوند را (به ژاپنی: 等、ら ra) به معنی «مجموع» و «گروه» افزوده شده‌است، به‌طوری‌که روی هم واژهٔ ساکورا معنی «درختان شکوفا» می‌دهد.

## تعریف ساکورا
سردهٔ پرونوس به ۶ زیرسرده تقسیم می‌شوند و گیلاس یکی از این زیرسرده‌های شش‌گانه‌است. متخصصان گیاه‌شناسی ژاپن سردهٔ پرونوس را ساکورا می‌نامند اما عموم مردم ژاپن تنها زیرسردهٔ گیلاس و شاخه‌های منشعب از آن را به عنوان ساکورا می‌شناسند.
در زبان انگلیسی تنها به شاخه‌ای از درختان گیلاس به نام درخت گیلاس ژاپنی (نام علمی: Prunus serrulata) ساکورا گفته می‌شود.

## خصوصیات

### درخت
منشأ اصلی ساکورا هیمالیا دانسته می‌شود. ساکورا از نوع درختان برگریز است. انواع خودروی درختان ساکورا بیشتر در کشورهای شرق آسیا مانند چین، کره، هیمالیا و ژاپن انتشار دارد. ساکورا در نواحی خشک به‌خوبی رشد نمی‌کند. برخی از انواع درختان ساکورا مانند چوجی-زاکورا و مامه-زاکورا کم‌ارتفاع هستند و بلندی آن‌ها بین ۲ تا ۵ متر است. ارتفاع درختان یاما-زاکورا و ادوهیگان بین ۱۰ تا ۲۰ متر است و جزو درختان بلند به‌شمار می‌آیند. در عموم درختان ساکورا شاخه‌ها به طرف پهلوها پهن می‌شوند و درخت شکل کروی دارد. در برخی از انواع دیگر مانند شیداره-زاکورا رشد شاخه‌ها به طرف پایین است یا برعکس در برخی از انواع نادر مانند آمانوگاوا تمامی شاخه‌های اصلی و فرعی و حتی گل آن راست به سوی بالا جهت دارند و به صورت افقی پخش نمی‌شوند. پوست درخت در انواع یاما-زاکورا به رنگ ارغوانی تیره‌است و در آن چاک‌خوردگی‌های افقی دیده می‌شود. در انواع ادوهیگان رنگ پوست خاکستری روشن است و شیارهای آن جهت عمودی دارند. چوب درختان یاما-زاکورا از نظر زیبایی رنگ و استحکام بسیار مرغوب است و در مبلمان منزل، ساختمان‌سازی، نجاری، ساخت لوازم موسیقی و غیره به کار می‌رود و از ارقام محبوب و باارزش چوب به‌شمار می‌آید. عمر درختان خودروی ساکورا بسیار دراز است. ادوهیگان بیشترین طول عمر درختان ساکورا را دارد و اکثر درختان ساکورایی که بیش از ۵۰۰ سال عمر دارند از این گروه هستند. شناخته‌شده‌ترین نوع درخت ساکورای پرورشی سومی-یوشینو است که ۸۰ درصد درختان ساکورا در ژاپن را دربر می‌گیرد. طول عمر این درخت به‌طور متوسط در حدود ۶۰ سال است. از قدیم یک ضرب‌المثل ژاپنی وجود دارد که می‌گوید «هرس درخت ساکورا احمقانه‌است، همان‌طور که هرس نکردن درخت آلو احمقانه‌است.» هرس کردن، بریدن و زخم کردن شاخه‌های درخت ساکورا ممکن است باعث خشکیدن درخت شود اما با این وجود در برخی از موارد مانند بیماری، خشک شدن، به‌هم جوش خوردن شاخه و چند مورد دیگر هرس کردن درخت لازم است و باید انجام شود.

### گل

گل را می‌توان جوانه‌ای تصور کرد که برای تولیدمثل گیاه مادر تغییر شکل یافته‌است. به‌طور کلی یک شکوفهٔ ساکورا دارای ۴ قسمت است:
- کاسبرگ‌ها: تمامی شکوفه‌های گیلاس دارای ۵ کاسبرگ هستند.
- گلبرگ‌ها: همهٔ شکوفه‌های گیلاس خودرو دارای ۵ گلبرگ هستند. در ساکوراهای باغی تعداد گلبرگ‌ها بسیار متفاوت است و به ۳۰۰ عدد هم می‌رسد. آن‌ها با رنگ‌های جذاب خود حشرات را جلب می‌کنند. حشرات باعث حمل گرده می‌شوند و بدین ترتیب در عمل گرده‌افشانی یا انتقال گرده از پرچم به کلاله نقش مهمی را ایفا می‌کنند.
- پرچم‌ها: اندام‌های نر گل هستند. هر پرچم از یک بساک یا قسمت حامل گرده و یک میله یا پایه تشکیل می‌گردد. غالباً گرده‌های آزادشده به وسیلهٔ بساک با بزرگ‌نمایی به صورت کُره‌های زرد بسیار کوچک به نظر می‌رسند. گرده معمولاً توسط حشرات یا باد به کلاله حمل می‌گردد. یک شکوفهٔ ساکورا دارای ۳۰ تا ۴۰ پرچم است.
- مادگی: از یک تخمدان قاعده‌ای، یک خامهٔ میانی، و یک کلاله انتهایی تشکیل می‌شود. تخمدان محتوی تخمک‌هاست که توسط پوشش احاطه شده‌است و بعد از لقاح به صورت بذر رشد می‌یابد. کلاله یک جمع‌آوری‌کنندهٔ گرده است و خامه در زیر آن گذرگاهی است که گرده را به سمت تخمک هدایت می‌کند. مادگی اندامی ماده‌است. یک شکوفهٔ ساکورا تنها یک مادگی دارد.[۱۷]

نوع گل‌آذین در ساکورا بیشتر به دو صورت گل‌آذین چتری و گل‌آذین دیهیم است و گل‌آذین خوشه‌ای تنها در گونهٔ می‌یاما-زاکورا دیده می‌شود.

### برگ

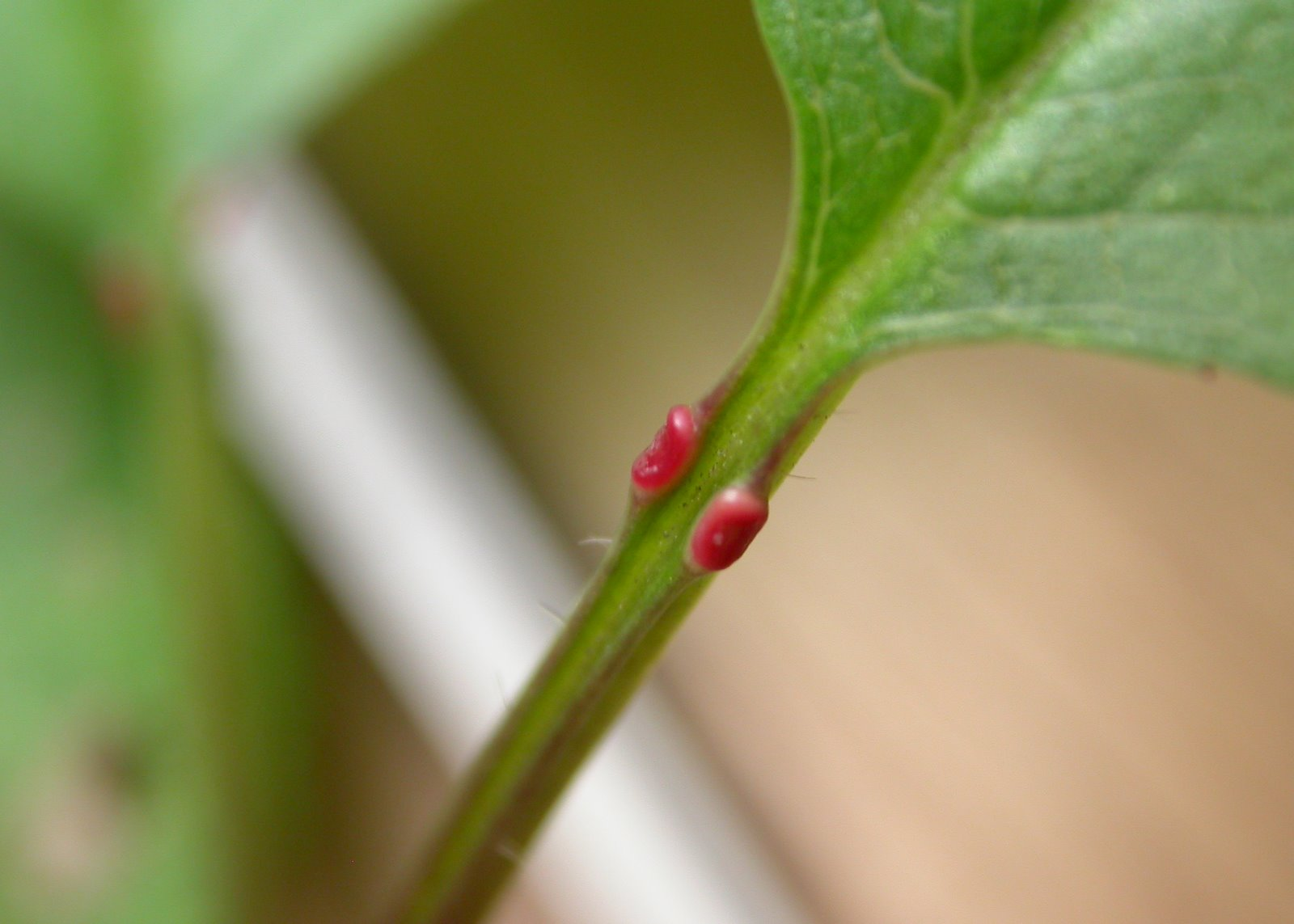
از خصوصیات مهم برگ گیلاس شیرین وجود دو برجستگی سرخ‌رنگ بر روی دمبرگ آن است.

در انواع ساکوراهای زود شکوفا در بهار، مانند کان-زاکورا، برگ دیرتر از گل‌ها سبز می‌شود. در انواع یاما-زاکورا گل و برگ به‌طور هم‌زمان در بهار شروع به رشد می‌کنند. برخی از انواع ساکورا برگ‌ها، حاشیهٔ برگ به صورت دندانه‌دار ساده و در برخی هر دندانه، دارای چند دندانهٔ کوچک‌تر است. برگ در انواع مختلف ممکن است دارای ویژگی‌هایی باشد که در انواع دیگر دیده نمی‌شود؛ به‌طور مثال انواع گیلاس شیرین دارای دو برجستگی قرمز رنگ بر روی دمبرگ هستند که از ویژگی‌های برگ آن به‌شمار می‌رود. در صورتی که برگ تازه سبز شده باشد، مزهٔ عصارهٔ آن شیرین است.
برگ‌های ساکورا برحسب نوع درخت ممکن است کرک‌دار یا بدون کرک باشند. گونه‌های ده‌گانهٔ ساکورا از نظر داشتن کرک به سه گروه تقسیم می‌شوند،
- کرکدار:ادوهیگان، چوجی-زاکورا و می‌یاما-زاکورا
- بدون کرک: یاما-زاکورا، اویاما-زاکورا، گیلاس اوشیما و کانهی-زاکورا.
- دارای هر دو حالت برگ کرک دار و بدون کرک: کاسومی-زاکورا، تاکانه-زاکورا و مامه-زاکورا[۱۹][۲۰]

### زمان‌بندی شکفتن ساکورا
از زمان‌های کهن اصطلاح «غنچه ۷ روز، شکوفایی ۷ روز، پرپر شدن ۷ روز، ساکورا ۲۰ روز» در مورد مدت مراحل زندگی ساکورا، در بین مردم رایج بوده‌است. هر چند این اصطلاح به‌طورکلی صحیح است اما در واقع طول عمر ساکورا برحسب سال و منطقه فرق دارد. طولانی‌ترین مدت شکوفایی ساکورا که تا به حال به ثبت رسیده‌است، در سال ۱۹۶۶، در توکیو و به مدت ۱۶ روز بوده‌است. به‌طور میانگین از زمان باز شدن اولین گل تا پرپر شدن آخرین گل یک درخت، ۱۶ روز طول می‌کشد.
زمان شکفتن شکوفه‌های ساکورا بر حسب مکان و نوع درخت با یکدیگر تفاوت دارند. بعضی از انواع ساکورا مانند هیمالیا-زاکورا، فویو-زاکورا (ساکورای زمستان)، شیکی-زاکورا (ساکورای چهارفصل) و جوگاتسو-زاکورا (ساکورای اکتبر) در سال دو بار شکوفا می‌شوند.
| سال/نام شهر      | کاگوشیما (جنوب جزیرهٔ کیوشو) | کوچی      | هاچیجوجیما | توکیو      | اوتسونومیا | سندای      | ساپورو (مرکز استان هوکایدو) |
| ---------------- | --------------------------- | --------- | ---------- | ---------- | ---------- | ---------- | --------------------------- |
| ۱۹۵۹ تا ۱۹۷۸     | ۷ فروردین                   | ۵ فروردین | ۱۴ فروردین | ۱۰ فروردین | ۱۶ فروردین | ۲۳ فروردین | ۱۵ اردیبهشت                 |
| ۱۹۷۸ تا ۲۰۰۸     | ۷ فروردین                   | ۱ فروردین | ۱۱ فروردین | ۴ فروردین  | ۱۰ فروردین | ۱۹ فروردین | ۱۲ اردیبهشت                 |
| اختلاف برحسب روز | ۰                           | ‎−۴        | ‎−۳         | ‎−۶         | ‎−۶         | ‎−۴         | ‎−۳                          |

در جدول بالا میانگین زمان شکفتن ساکورا در دو دورهٔ زمانی مختلف به ترتیب از جنوب تا شمال نشان داده شده‌است. زودتر شکفته شدن شکوفه‌ها در طی سال‌های اخیر نشان از گرم‌شدن دمای کرهٔ زمین دارد.

## تیره‌شناسی
در آرایه‌شناسی آلفا به زبان ژاپنی، ۴ آرایهٔ مختلف ساکورا نام دارد.
- گیلاس خوراکی، می‌یاما-زاکورا، آلبالوی چینی، یاما-زاکورا، ادوهیگان، مامه-زاکورا، چوجی-زاکورا و کانهی-زاکورا ۸ زیربخشهٔ ساکورا هستند.[۲۵]
- تعداد گونه‌های ساکورا در ژاپن، ۱۰ گونه‌است.[۲۶]

|  |  |  |  |  |  | سرده‌ پرونوس                                               |                                                           |                                                           |                                                           |                                                           |                                                           |  |  |                                     |                                     |                                     |                                     |                                     |                                     |  |  |                                   |                                   |                                   |                                   |                                   |                                   |  |  |                                          |                                          |                                          |                                          |                                          |                                          |  |  |                                              |                                              |                                              |                                              |                                              |                                              |  |  |                                |                                |                                |                                |                                |                                |  |  |  |  |  |  |  |  |  |  |  |  |  |  |  |  |  |  |  |  |  |  |  |  |  |  |  |  |  |  |  |  |  |  |  |  |  |  |
|  |  |  |  |  |  |                                                           |                                                           |                                                           |                                                           |                                                           |                                                           |  |  |                                     |                                     |                                     |                                     |                                     |                                     |  |  |                                   |                                   |                                   |                                   |                                   |                                   |  |  |                                          |                                          |                                          |                                          |                                          |                                          |  |  |                                              |                                              |                                              |                                              |                                              |                                              |  |  |                                |                                |                                |                                |                                |                                |  |  |  |  |  |  |  |  |  |  |  |  |  |  |  |  |  |  |  |  |  |  |  |  |  |  |  |  |  |  |  |  |  |  |  |  |  |  |
|  |  |  |  |  |  |                                                           |                                                           |                                                           |                                                           |                                                           |                                                           |  |  |                                     |                                     |                                     |                                     |                                     |                                     |  |  |                                   |                                   |                                   |                                   |                                   |                                   |  |  |                                          |                                          |                                          |                                          |                                          |                                          |  |  |                                              |                                              |                                              |                                              |                                              |                                              |  |  |                                |                                |                                |                                |                                |                                |  |  |  |  |  |  |  |  |  |  |  |  |  |  |  |  |  |  |  |  |  |  |  |  |  |  |  |  |  |  |  |  |  |  |  |  |  |  |
|  |  |  |  |  |  | زیرسرده subg. Cerasus گیلاس                               | زیرسرده subg. Cerasus گیلاس                               | زیرسرده subg. Cerasus گیلاس                               | زیرسرده subg. Cerasus گیلاس                               | زیرسرده subg. Cerasus گیلاس                               | زیرسرده subg. Cerasus گیلاس                               |  |  | زیرسرده Amygdalus نمونه هلو و بادام | زیرسرده Amygdalus نمونه هلو و بادام | زیرسرده Amygdalus نمونه هلو و بادام | زیرسرده Amygdalus نمونه هلو و بادام | زیرسرده Amygdalus نمونه هلو و بادام | زیرسرده Amygdalus نمونه هلو و بادام |  |  | زیرسرده Prunus نمونه آلو و زردآلو | زیرسرده Prunus نمونه آلو و زردآلو | زیرسرده Prunus نمونه آلو و زردآلو | زیرسرده Prunus نمونه آلو و زردآلو | زیرسرده Prunus نمونه آلو و زردآلو | زیرسرده Prunus نمونه آلو و زردآلو |  |  | زیرسرده Lithocerasus نمونه پرونوس پومیلا | زیرسرده Lithocerasus نمونه پرونوس پومیلا | زیرسرده Lithocerasus نمونه پرونوس پومیلا | زیرسرده Lithocerasus نمونه پرونوس پومیلا | زیرسرده Lithocerasus نمونه پرونوس پومیلا | زیرسرده Lithocerasus نمونه پرونوس پومیلا |  |  | زیرسرده Laurocerasus نمونه پرونوس لاروسراسوس | زیرسرده Laurocerasus نمونه پرونوس لاروسراسوس | زیرسرده Laurocerasus نمونه پرونوس لاروسراسوس | زیرسرده Laurocerasus نمونه پرونوس لاروسراسوس | زیرسرده Laurocerasus نمونه پرونوس لاروسراسوس | زیرسرده Laurocerasus نمونه پرونوس لاروسراسوس |  |  | زیرسردهپادوس نمونه گیلاس پرنده | زیرسردهپادوس نمونه گیلاس پرنده | زیرسردهپادوس نمونه گیلاس پرنده | زیرسردهپادوس نمونه گیلاس پرنده | زیرسردهپادوس نمونه گیلاس پرنده | زیرسردهپادوس نمونه گیلاس پرنده |  |  |  |  |  |  |  |  |  |  |  |  |  |  |  |  |  |  |  |  |  |  |  |  |  |  |  |  |  |  |  |  |  |  |  |  |  |  |
|  |  |  |  |  |  | زیرسرده subg. Cerasus گیلاس                               | زیرسرده subg. Cerasus گیلاس                               | زیرسرده subg. Cerasus گیلاس                               | زیرسرده subg. Cerasus گیلاس                               | زیرسرده subg. Cerasus گیلاس                               | زیرسرده subg. Cerasus گیلاس                               |  |  | زیرسرده Amygdalus نمونه هلو و بادام | زیرسرده Amygdalus نمونه هلو و بادام | زیرسرده Amygdalus نمونه هلو و بادام | زیرسرده Amygdalus نمونه هلو و بادام | زیرسرده Amygdalus نمونه هلو و بادام | زیرسرده Amygdalus نمونه هلو و بادام |  |  | زیرسرده Prunus نمونه آلو و زردآلو | زیرسرده Prunus نمونه آلو و زردآلو | زیرسرده Prunus نمونه آلو و زردآلو | زیرسرده Prunus نمونه آلو و زردآلو | زیرسرده Prunus نمونه آلو و زردآلو | زیرسرده Prunus نمونه آلو و زردآلو |  |  | زیرسرده Lithocerasus نمونه پرونوس پومیلا | زیرسرده Lithocerasus نمونه پرونوس پومیلا | زیرسرده Lithocerasus نمونه پرونوس پومیلا | زیرسرده Lithocerasus نمونه پرونوس پومیلا | زیرسرده Lithocerasus نمونه پرونوس پومیلا | زیرسرده Lithocerasus نمونه پرونوس پومیلا |  |  | زیرسرده Laurocerasus نمونه پرونوس لاروسراسوس | زیرسرده Laurocerasus نمونه پرونوس لاروسراسوس | زیرسرده Laurocerasus نمونه پرونوس لاروسراسوس | زیرسرده Laurocerasus نمونه پرونوس لاروسراسوس | زیرسرده Laurocerasus نمونه پرونوس لاروسراسوس | زیرسرده Laurocerasus نمونه پرونوس لاروسراسوس |  |  | زیرسردهپادوس نمونه گیلاس پرنده | زیرسردهپادوس نمونه گیلاس پرنده | زیرسردهپادوس نمونه گیلاس پرنده | زیرسردهپادوس نمونه گیلاس پرنده | زیرسردهپادوس نمونه گیلاس پرنده | زیرسردهپادوس نمونه گیلاس پرنده |  |  |  |  |  |  |  |  |  |  |  |  |  |  |  |  |  |  |  |  |  |  |  |  |  |  |  |  |  |  |  |  |  |  |  |  |  |  |
|  |  |  |  |  |  |                                                           |                                                           |                                                           |                                                           |                                                           |                                                           |  |  |                                     |                                     |                                     |                                     |                                     |                                     |  |  |                                   |                                   |                                   |                                   |                                   |                                   |  |  |                                          |                                          |                                          |                                          |                                          |                                          |  |  |                                              |                                              |                                              |                                              |                                              |                                              |  |  |                                |                                |                                |                                |                                |                                |  |  |  |  |  |  |  |  |  |  |  |  |  |  |  |  |  |  |  |  |  |  |  |  |  |  |  |  |  |  |  |  |  |  |  |  |  |  |
|  |  |  |  |  |  |                                                           |                                                           |                                                           |                                                           |                                                           |                                                           |  |  |                                     |                                     |                                     |                                     |                                     |                                     |  |  |                                   |                                   |                                   |                                   |                                   |                                   |  |  |                                          |                                          |                                          |                                          |                                          |                                          |  |  |                                              |                                              |                                              |                                              |                                              |                                              |  |  |                                |                                |                                |                                |                                |                                |  |  |  |  |  |  |  |  |  |  |  |  |  |  |  |  |  |  |  |  |  |  |  |  |  |  |  |  |  |  |  |  |  |  |  |  |  |  |
|  |  |  |  |  |  | بخشه Pseudocerasus                                        | بخشه Pseudocerasus                                        | بخشه Pseudocerasus                                        | بخشه Pseudocerasus                                        | بخشه Pseudocerasus                                        | بخشه Pseudocerasus                                        |  |  | بخشه sect. Cerasus                  | بخشه sect. Cerasus                  | بخشه sect. Cerasus                  | بخشه sect. Cerasus                  | بخشه sect. Cerasus                  | بخشه sect. Cerasus                  |  |  | بخشه Phyllomahaleb                | بخشه Phyllomahaleb                | بخشه Phyllomahaleb                | بخشه Phyllomahaleb                | بخشه Phyllomahaleb                | بخشه Phyllomahaleb                |  |  | بخشه Lobopetalum                         | بخشه Lobopetalum                         | بخشه Lobopetalum                         | بخشه Lobopetalum                         | بخشه Lobopetalum                         | بخشه Lobopetalum                         |  |  |                                              |                                              |                                              |                                              |                                              |                                              |  |  |                                |                                |                                |                                |                                |                                |  |  |  |  |  |  |  |  |  |  |  |  |  |  |  |  |  |  |  |  |  |  |  |  |  |  |  |  |  |  |  |  |  |  |  |  |  |  |
|  |  |  |  |  |  | بخشه Pseudocerasus                                        | بخشه Pseudocerasus                                        | بخشه Pseudocerasus                                        | بخشه Pseudocerasus                                        | بخشه Pseudocerasus                                        | بخشه Pseudocerasus                                        |  |  | بخشه sect. Cerasus                  | بخشه sect. Cerasus                  | بخشه sect. Cerasus                  | بخشه sect. Cerasus                  | بخشه sect. Cerasus                  | بخشه sect. Cerasus                  |  |  | بخشه Phyllomahaleb                | بخشه Phyllomahaleb                | بخشه Phyllomahaleb                | بخشه Phyllomahaleb                | بخشه Phyllomahaleb                | بخشه Phyllomahaleb                |  |  | بخشه Lobopetalum                         | بخشه Lobopetalum                         | بخشه Lobopetalum                         | بخشه Lobopetalum                         | بخشه Lobopetalum                         | بخشه Lobopetalum                         |  |  |                                              |                                              |                                              |                                              |                                              |                                              |  |  |                                |                                |                                |                                |                                |                                |  |  |  |  |  |  |  |  |  |  |  |  |  |  |  |  |  |  |  |  |  |  |  |  |  |  |  |  |  |  |  |  |  |  |  |  |  |  |
|  |  |  |  |  |  |                                                           |                                                           |                                                           |                                                           |                                                           |                                                           |  |  | زیربخشه گیلاس خوراکی                | زیربخشه گیلاس خوراکی                | زیربخشه گیلاس خوراکی                | زیربخشه گیلاس خوراکی                | زیربخشه گیلاس خوراکی                | زیربخشه گیلاس خوراکی                |  |  | زیربخشه می‌یاما-زاکورا             | زیربخشه می‌یاما-زاکورا             | زیربخشه می‌یاما-زاکورا             | زیربخشه می‌یاما-زاکورا             | زیربخشه می‌یاما-زاکورا             | زیربخشه می‌یاما-زاکورا             |  |  | زیربخشه آلبالوی چینی                     | زیربخشه آلبالوی چینی                     | زیربخشه آلبالوی چینی                     | زیربخشه آلبالوی چینی                     | زیربخشه آلبالوی چینی                     | زیربخشه آلبالوی چینی                     |  |  |                                              |                                              |                                              |                                              |                                              |                                              |  |  |                                |                                |                                |                                |                                |                                |  |  |  |  |  |  |  |  |  |  |  |  |  |  |  |  |  |  |  |  |  |  |  |  |  |  |  |  |  |  |  |  |  |  |  |  |  |  |
|  |  |  |  |  |  |                                                           |                                                           |                                                           |                                                           |                                                           |                                                           |  |  | زیربخشه گیلاس خوراکی                | زیربخشه گیلاس خوراکی                | زیربخشه گیلاس خوراکی                | زیربخشه گیلاس خوراکی                | زیربخشه گیلاس خوراکی                | زیربخشه گیلاس خوراکی                |  |  | زیربخشه می‌یاما-زاکورا             | زیربخشه می‌یاما-زاکورا             | زیربخشه می‌یاما-زاکورا             | زیربخشه می‌یاما-زاکورا             | زیربخشه می‌یاما-زاکورا             | زیربخشه می‌یاما-زاکورا             |  |  | زیربخشه آلبالوی چینی                     | زیربخشه آلبالوی چینی                     | زیربخشه آلبالوی چینی                     | زیربخشه آلبالوی چینی                     | زیربخشه آلبالوی چینی                     | زیربخشه آلبالوی چینی                     |  |  |                                              |                                              |                                              |                                              |                                              |                                              |  |  |                                |                                |                                |                                |                                |                                |  |  |  |  |  |  |  |  |  |  |  |  |  |  |  |  |  |  |  |  |  |  |  |  |  |  |  |  |  |  |  |  |  |  |  |  |  |  |
|  |  |  |  |  |  |                                                           |                                                           |                                                           |                                                           |                                                           |                                                           |  |  |                                     |                                     |                                     |                                     |                                     |                                     |  |  | گونه می‌یاما-زاکورا                |                                   |                                   |                                   |                                   |                                   |  |  |                                          |                                          |                                          |                                          |                                          |                                          |  |  |                                              |                                              |                                              |                                              |                                              |                                              |  |  |                                |                                |                                |                                |                                |                                |  |  |  |  |  |  |  |  |  |  |  |  |  |  |  |  |  |  |  |  |  |  |  |  |  |  |  |  |  |  |  |  |  |  |  |  |  |  |
|  |  |  |  |  |  |                                                           |                                                           |                                                           |                                                           |                                                           |                                                           |  |  |                                     |                                     |                                     |                                     |                                     |                                     |  |  |                                   |                                   |                                   |                                   |                                   |                                   |  |  |                                          |                                          |                                          |                                          |                                          |                                          |  |  |                                              |                                              |                                              |                                              |                                              |                                              |  |  |                                |                                |                                |                                |                                |                                |  |  |  |  |  |  |  |  |  |  |  |  |  |  |  |  |  |  |  |  |  |  |  |  |  |  |  |  |  |  |  |  |  |  |  |  |  |  |
|  |  |  |  |  |  |                                                           |                                                           |                                                           |                                                           |                                                           |                                                           |  |  |                                     |                                     |                                     |                                     |                                     |                                     |  |  |                                   |                                   |                                   |                                   |                                   |                                   |  |  |                                          |                                          |                                          |                                          |                                          |                                          |  |  |                                              |                                              |                                              |                                              |                                              |                                              |  |  |                                |                                |                                |                                |                                |                                |  |  |  |  |  |  |  |  |  |  |  |  |  |  |  |  |  |  |  |  |  |  |  |  |  |  |  |  |  |  |  |  |  |  |  |  |  |  |
|  |  |  |  |  |  |                                                           |                                                           |                                                           |                                                           |                                                           |                                                           |  |  |                                     |                                     |                                     |                                     |                                     |                                     |  |  |                                   |                                   |                                   |                                   |                                   |                                   |  |  |                                          |                                          |                                          |                                          |                                          |                                          |  |  |                                              |                                              |                                              |                                              |                                              |                                              |  |  |                                |                                |                                |                                |                                |                                |  |  |  |  |  |  |  |  |  |  |  |  |  |  |  |  |  |  |  |  |  |  |  |  |  |  |  |  |  |  |  |  |  |  |  |  |  |  |
|  |  |  |  |  |  | زیربخشه یاما-زاکورا                                       | زیربخشه یاما-زاکورا                                       | زیربخشه یاما-زاکورا                                       | زیربخشه یاما-زاکورا                                       | زیربخشه یاما-زاکورا                                       | زیربخشه یاما-زاکورا                                       |  |  | زیربخشه ادوهیگان                    | زیربخشه ادوهیگان                    | زیربخشه ادوهیگان                    | زیربخشه ادوهیگان                    | زیربخشه ادوهیگان                    | زیربخشه ادوهیگان                    |  |  | زیربخشه مامه-زاکورا               | زیربخشه مامه-زاکورا               | زیربخشه مامه-زاکورا               | زیربخشه مامه-زاکورا               | زیربخشه مامه-زاکورا               | زیربخشه مامه-زاکورا               |  |  | زیربخشه چوجی-زاکورا                      | زیربخشه چوجی-زاکورا                      | زیربخشه چوجی-زاکورا                      | زیربخشه چوجی-زاکورا                      | زیربخشه چوجی-زاکورا                      | زیربخشه چوجی-زاکورا                      |  |  | زیربخشه کانهی-زاکورا                         | زیربخشه کانهی-زاکورا                         | زیربخشه کانهی-زاکورا                         | زیربخشه کانهی-زاکورا                         | زیربخشه کانهی-زاکورا                         | زیربخشه کانهی-زاکورا                         |  |  |                                |                                |                                |                                |                                |                                |  |  |  |  |  |  |  |  |  |  |  |  |  |  |  |  |  |  |  |  |  |  |  |  |  |  |  |  |  |  |  |  |  |  |  |  |  |  |
|  |  |  |  |  |  | زیربخشه یاما-زاکورا                                       | زیربخشه یاما-زاکورا                                       | زیربخشه یاما-زاکورا                                       | زیربخشه یاما-زاکورا                                       | زیربخشه یاما-زاکورا                                       | زیربخشه یاما-زاکورا                                       |  |  | زیربخشه ادوهیگان                    | زیربخشه ادوهیگان                    | زیربخشه ادوهیگان                    | زیربخشه ادوهیگان                    | زیربخشه ادوهیگان                    | زیربخشه ادوهیگان                    |  |  | زیربخشه مامه-زاکورا               | زیربخشه مامه-زاکورا               | زیربخشه مامه-زاکورا               | زیربخشه مامه-زاکورا               | زیربخشه مامه-زاکورا               | زیربخشه مامه-زاکورا               |  |  | زیربخشه چوجی-زاکورا                      | زیربخشه چوجی-زاکورا                      | زیربخشه چوجی-زاکورا                      | زیربخشه چوجی-زاکورا                      | زیربخشه چوجی-زاکورا                      | زیربخشه چوجی-زاکورا                      |  |  | زیربخشه کانهی-زاکورا                         | زیربخشه کانهی-زاکورا                         | زیربخشه کانهی-زاکورا                         | زیربخشه کانهی-زاکورا                         | زیربخشه کانهی-زاکورا                         | زیربخشه کانهی-زاکورا                         |  |  |                                |                                |                                |                                |                                |                                |  |  |  |  |  |  |  |  |  |  |  |  |  |  |  |  |  |  |  |  |  |  |  |  |  |  |  |  |  |  |  |  |  |  |  |  |  |  |
|  |  |  |  |  |  | گونه یاما-زاکورا اویاما-زاکوراکاسومی-زاکورا اوشیما-زاکورا | گونه یاما-زاکورا اویاما-زاکوراکاسومی-زاکورا اوشیما-زاکورا | گونه یاما-زاکورا اویاما-زاکوراکاسومی-زاکورا اوشیما-زاکورا | گونه یاما-زاکورا اویاما-زاکوراکاسومی-زاکورا اوشیما-زاکورا | گونه یاما-زاکورا اویاما-زاکوراکاسومی-زاکورا اوشیما-زاکورا | گونه یاما-زاکورا اویاما-زاکوراکاسومی-زاکورا اوشیما-زاکورا |  |  | گونه ادوهیگان                       | گونه ادوهیگان                       | گونه ادوهیگان                       | گونه ادوهیگان                       | گونه ادوهیگان                       | گونه ادوهیگان                       |  |  | گونه مامه-زاکورا تاکانه-زاکورا    | گونه مامه-زاکورا تاکانه-زاکورا    | گونه مامه-زاکورا تاکانه-زاکورا    | گونه مامه-زاکورا تاکانه-زاکورا    | گونه مامه-زاکورا تاکانه-زاکورا    | گونه مامه-زاکورا تاکانه-زاکورا    |  |  | گونه چوجی-زاکورا                         | گونه چوجی-زاکورا                         | گونه چوجی-زاکورا                         | گونه چوجی-زاکورا                         | گونه چوجی-زاکورا                         | گونه چوجی-زاکورا                         |  |  | گونه کانهی-زاکورا                            | گونه کانهی-زاکورا                            | گونه کانهی-زاکورا                            | گونه کانهی-زاکورا                            | گونه کانهی-زاکورا                            | گونه کانهی-زاکورا                            |  |  |                                |                                |                                |                                |                                |                                |  |  |  |  |  |  |  |  |  |  |  |  |  |  |  |  |  |  |  |  |  |  |  |  |  |  |  |  |  |  |  |  |  |  |  |  |  |  |

## انواع ساکورا
به‌طور تقریبی مجموعاً در حدود ۶۰۰ گونه، رقم و نژاد گوناگون ساکورا در ژاپن وجود دارد.

### انواع ساکوراهای خودرو
ساکورای خودرو در ژاپن به ۱۰ گونه به نام‌های یاما-زاکورا، اویاما-زاکورا، ادوهیگان، مامه-زاکورا، گیلاس اوشیما، کانهی-زاکورا، کاسومی-زاکورا، می‌یاما-زاکورا، تاکانه-زاکورا و چوجی-زاکورا تقسیم می‌شوند. تمامی درختان ساکوراهای خودرو دارای شکوفه‌هایی با ۵ گلبرگ هستند.
| تصویر | نام           | نام علمی            | توضیحات |
| ----- | ------------- | ------------------- | --- |
|       | یاما-زاکورا   | Prunus jamasakura   | به معنی ساکورای کوهی است. پرتعدادترین نوع ساکورای خودرو ژاپن به‌شمار می‌آید و گل‌هایی به رنگ سفید یا صورتی دارد. گل و برگ آن هم‌زمان سبز می‌شوند.                   |
|       | اویاما-زاکورا | Prunus sargentii    | رنگ گل آن صورتی است. نسبت به سرما مقاومت بالایی دارد. در نواحی سرد ژاپن مثل هوکایدو بیشتر کاشته می‌شود.                                                         |
|       | ادوهیگان      | Prunus pendula      | یک هفته تا ۱۰ روز زودتر از سومی-یوشینو شکوفا می‌شود. رنگ آن سفید و صورتی است. ساکوراهایی که در ژاپن عمری بیشتر از ۵۰۰ سال دارند، بیشتر از انواع ادوهیگان هستند. |
|       | مامه-زاکورا   | Prunus incisa       | گل و درخت آن نسبتاً کوچک است. |
|       | گیلاس اوشیما  | Cerasus speciosa    | رنگ گل آن سفید و اندازهٔ شکوفهٔ آن بزرگ است و تا ۴ سانتی‌متر نیز می‌رسد. برگ و گل آن مصرف خوراکی دارد.                                                             |
|       | کانهی-زاکورا  | Cerasus campanulata | رنگ گل آن قرمز مایل به بنفش است. |
|       | کاسومی-زاکورا | Prunus Verecunda    | گل‌هایی به رنگ سفید یا صورتی کمرنگ دارد. |
|       | تاکانه-زاکورا | Prunus nipponica    | این نوع درخت در بین درختان ساکورا بالاترین توانایی رشد در ارتفاعات کوه را دارد. جهت شکوفه‌ها رو به پایین است.                                                   |
|       | می‌یاما-زاکورا | Prunus maximowiczii | به معنی ساکورای اعماق کوه‌است. شکوفهٔ آن بسیار کوچک است. از تمامی انواع دیگر دیرتر شکوفا می‌شود. گل‌آذین خوشه‌ای تنها در این گونه دیده می‌شود.                       |

### انواع ساکوراهای پرورشی
درختان ساکورای پرورشی را می‌توان از لحاظ کیفیت میوه به دو گروه بزرگ تقسیم کرد.
1. درخت گیلاس مرغوب این نوع درخت ساکورا جهت استفاده از میوهٔ آن گیلاس، پرورش داده می‌شوند. تا قبل از دوره میجی مردم ژاپن برای به‌دست آوردن میوه، درخت آلبالوی چینی یا گیلاس ترش چینی را می‌کاشتند. در دوره میجی انواع مختلف گیلاس شیرین از کشورهای غربی وارد شد و به خاطر کیفیت مزه، به‌تدریج جایگزین آلبالوی چینی در بازارهای ژاپن شد.
2. ساکوراهای زینتی این نوع درخت ساکورا از نظر زیبایی گل دارای کیفیت بالایی هستند و جهت استفاده از گل آن پرورش داده می‌شوند. در ساکوراهای زینتی شکوفه‌ها معمولاً تبدیل به گیلاس نمی‌شوند یا در صورت تبدیل نیز کیفیت لازم را برای عرضه به بازار ندارند اما ممکن است خود گل به عنوان مادهٔ خوراکی استفاده شود.[۵][۳۰]

بیشتر انواع ساکوراهای پرورشی را دو نوع ساکورای زینتی محبوب به نام‌های یائه-زاکورا یا «ساکورای پرگلبرگ» و شیداره-زاکورا یا «درخت شاخه‌افشان ساکورا» تشکیل می‌دهند.
| تصویر | نام           | توضیحات                                                      |
| ----- | ------------- | ------------------------------------------------------------ |
|       | شیداره-زاکورا | از انواع درختان ساکورایی که دارای شاخه‌های نرم و افشان هستند. |
|       | یائه-زاکورا   | دارای شکوفهٔ پرگلبرگ است.                                     |

### انواع ساکورای پرورشی بر اساس ویژگی‌های ظاهری
جدول زیر بر اساس انواع موجود در باغ گیاه‌شناسی جنگل تاما تنظیم شده‌است.
| مشخصات        | انواع                                   | نوع نمونه                                                                                        |
| زمان گل دادن  | زودشکوفا در بهار                        | کاوازو-زاکورا، تسوباکیکان-زاکورا، کان-زاکورا                                                     |
| زمان گل دادن  | دیرشکوفا در بهار                        | کانزان، فوکوروکوجو، نارانویائه-زاکورا                                                            |
| زمان گل دادن  | بهار و پاییز                            | فویو-زاکورا (ساکورای زمستان)، جوگاتسو-زاکورا (ساکورای ماه اکتبر)، شیکی-زاکورا (ساکورای چهار فصل) |
| رنگ           | قرمز مایل به بنفش                       | یوکوهاما-هی-زاکورا، بنی-نادن                                                                     |
| رنگ           | صورتی مایل به قرمز                      | سوزاکو، یوکیهی، اوزو-زاکورا                                                                      |
| رنگ           | صورتی کم‌رنگ                             | کوهیگان، آراشی‌یاما، توکای-زاکورا                                                                 |
| رنگ           | سفید                                    | شیروتائه، شیرایوکی، ایچیهاراتورانوئو                                                             |
| رنگ           | زرد کم‌رنگ                               | اوکون-زاکورا                                                                                     |
| رنگ           | سبز کم‌رنگ                               | گیوایکو                                                                                          |
| بزرگی گل      | ۵ گلبرگ کوچک                            | میدوری-زاکورا                                                                                    |
| بزرگی گل      | پرگلبرگ کوچک                            | یائه-بنی-شیدراه، کوماگای-زاکورا                                                                  |
| بزرگی گل      | ۵ گلبرگ بزرگ                            | کوماتسوناگی، میکروماگائشی، تایهاکو                                                               |
| بزرگی گل      | پرگلبرگ بزرگ                            | آمایادوری، ایچییو                                                                                |
| تعداد گلبرگ‌ها | ۵ گلبرگ                                 | سومی-یوشینو، کنروکوانکوماگای، آمریکا، یوکو                                                       |
| تعداد گلبرگ‌ها | بین ۵ تا ۱۰ برگ نیمه پرگلبرگ            | اوموایگاوا، اومورو-آری‌آکه، واشینوئو                                                              |
| تعداد گلبرگ‌ها | پرگلبرگ یائه-زاکورا بین ۱۰ تا ۱۰۰ گلبرگ | ایتوکوکوری، ایموسه، شوگتسو، کانزان، فوگنزو، تایزانفوکون                                          |
| تعداد گلبرگ‌ها | بیش از ۱۰۰ گلبرگ شکوفهٔ کوکبی            | کیکو-زاکورا، کنروکوان-کیکو-زاکورا، کیناشیچیگو-زاکورا                                             |
| نوع عطری      | پرعطر                                   | سوروگادای-نیوی، کوکشیمیزو، جونیوی                                                                |
| شکل شاخه      | غیر افشان                               | سانو-زاکورا، آمانوگاوا، اومینکو                                                                  |
| شکل شاخه      | شاخه افشان شیداره-زاکورا                | بنی-شیداره، اوجوئو-شیداره، سندای-شیداره                                                          |

## روش تکثیر

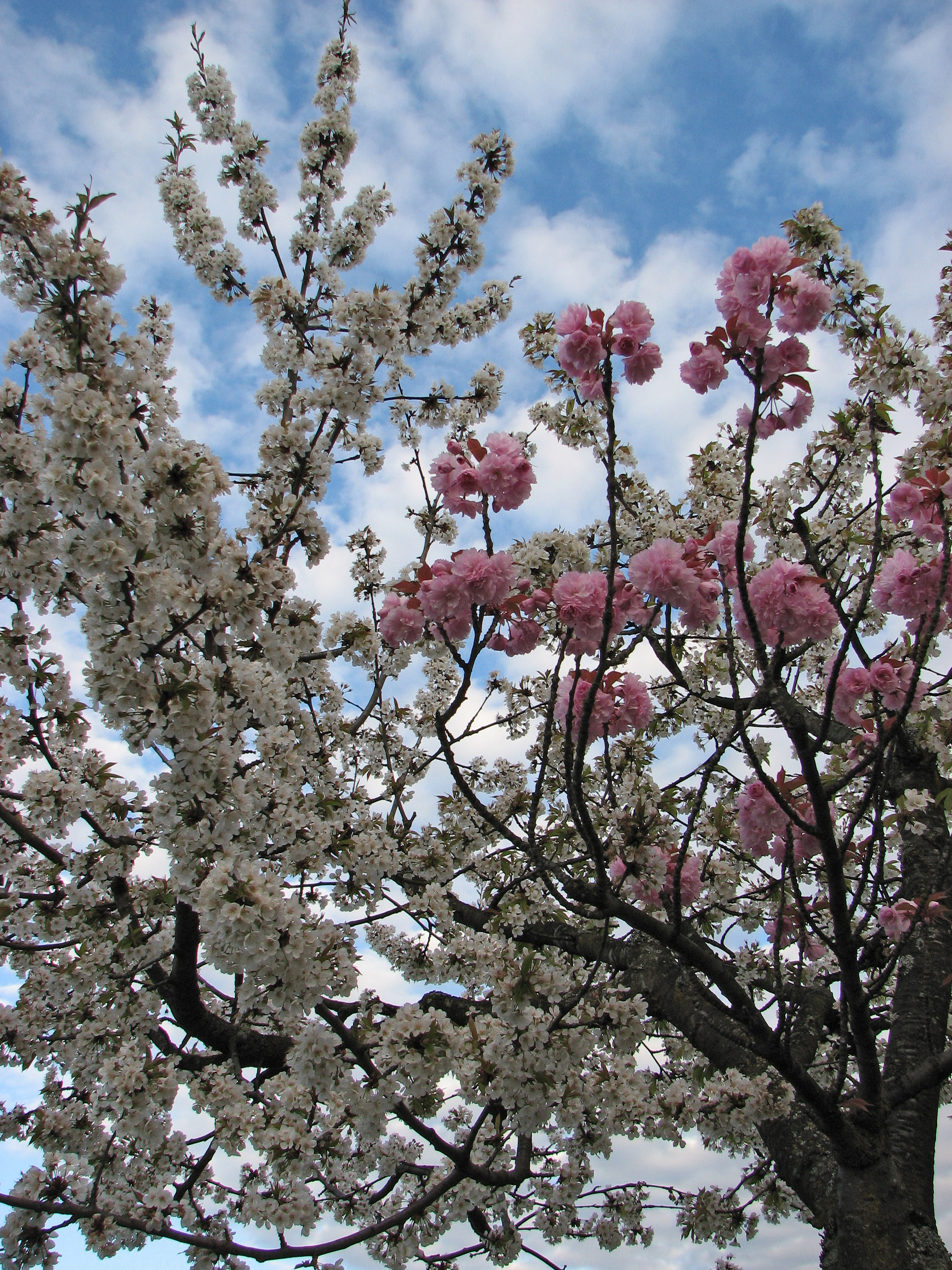
پیوند دو گونهٔ ساکورای سفید و صورتی

از نکات مهم در مورد تکثیر ساکورا این است که ۸۰ درصد ساکوراهای ژاپن به دست انسان ایجاد شده‌اند و توانایی تکثیر به روش طبیعی را ندارند و به جهت اینکه از نظر خصوصیات ژنتیکی نیز کاملاً کپی درخت والد هستند، اصطلاحاً کرون-زاکورا نامیده می‌شوند. برای تکثیر این نوع درختان می‌بایست از روش برش و پیوند استفاده کرد.

## روش تکثیر با هسته
در انواع خوراکی درختان گیلاس و همچنین انواع خودرو ساکورا می‌توان از هستهٔ گیلاس جهت تکثیر استفاده کرد. روش تکثیر با هسته با دو هدف انجام می‌گیرد.
- برای تکثیر گیلاس خوراکی یا گیلاس‌های خودرو.
- برای تکثیر ساکورای باغی در روش پیوند نیز نخست باید یک درخت گیلاس ریشه‌دار وجود داشته باشد. در مرحلهٔ بعدی شاخه‌ای از یک درخت ساکورای باغی به این درخت ریشه‌داری که از هسته به وجود آمده‌است، پیوند زده می‌شود.

## روش تکثیر با روش‌های دیگر
- روش برش: ماه مارس درست قبل از متورم شدن جوانه‌ها و ماه ژوئن پس از رشد ساقه‌های نو در بهار برای انجام برش زمان مناسب است. شاخه‌های بریده‌شده برای اینکه به‌سهولت در خاک فرو بروند، نخست با کارد برش داده و نوک تیز می‌شوند سپس در حدود ده دقیقه در آب خیسانده و به درون خاک منتقل می‌شوند.
- روش پیوند
  - پیوند شاخه به ساکورا (به ژاپنی: 枝接ぎ edatsugi) متداول‌ترین نوع پیوند است. در این نوع پیوند یک شاخه ساکورا به درختی که دارای ریشه‌است پیوند زده می‌شود و ساقهٔ درخت اصلی از بالای این پیوند قطع می‌شود.
  - پیوند جوانه به ساکورا (به ژاپنی: 芽つぎ metsugi): حسن این نوع پیوند این است که از یک شاخه به تعداد جوانه‌های آن می‌توان پیوند به دست آورد. در این روش جوانه به همراه قسمتی از پوست ساقه در هر دو درخت پیونددهنده و پیوند شونده بریده می‌شود. سپس این جوانه از درخت پیونددهنده به جای جوانهٔ درخت پیوند شونده و دارای ریشه قرار می‌گیرد و با نوار به هم متصل می‌شوند؛ سپس ساقه از بالای این پیوند قطع می‌شود.[۳۴]

## بیماری‌ها و آفت‌ها

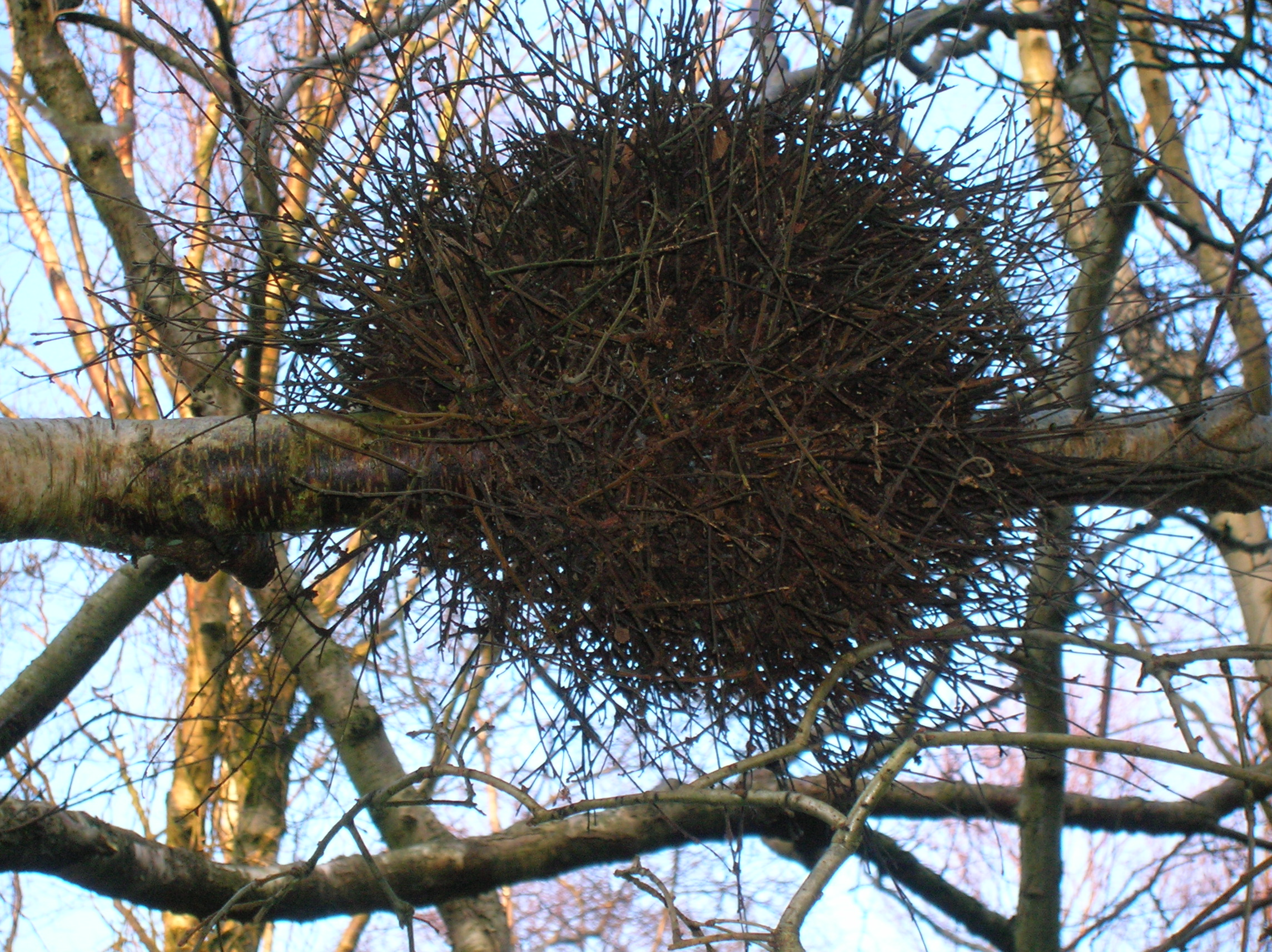
تجمع شاخک‌ها در درخت مبتلا به بیماری جاروی جادوگر

مهم‌ترین بیماری‌های ساکورا عبارتند از:
- جاروی جادوگر: این بیماری بیشتر در هنگام برگ‌ریزان به وجود می‌آید. ابتدا در نوک شاخه یک غدهٔ کوچک به وجود می‌آید و از این غده شاخک‌های بسیاری شروع به رشد می‌کنند به‌طوری‌که وقتی از دور به ظاهر درخت نگاه شود این قسمت به شکل لانهٔ پرنده دیده می‌شود. در کشورهای اروپایی و آمریکایی این بیماری را «جاروی جادوگر» می‌نامند که تشبیهی از شکل به‌خصوص تجمع شاخک‌ها در انتهای شاخه‌است. شاخهٔ مبتلا زودتر از دیگر شاخه‌ها سبز می‌شود و تعداد شکوفه‌ها در این قسمت بسیار کمتر از دیگر شاخه‌هاست. پراکنده شدن هاگ بر اثر باد باعث ایجاد بیماری در شاخه‌های دیگر می‌شود. پیشگیری با سم امکان‌پذیر نیست. برای درمان باید شاخهٔ بیمار بریده و سپس سوزانده شود.[۳۵]
- سفیدک پودری: در این بیماری بر روی برگ ساکورا کپک سفیدک پودری مانند پودری سفید که به برگ چسبیده دیده می‌شود. در مکان‌هایی که تابش نور خورشید یا جریان هوا کافی نیست، بیشتر دیده می‌شود. پس از مرگ کپک و ازبین‌رفتن رنگ سفید برگ در اثر مکیده شدن مواد مغذی، برگ به رنگ خاکستری درمی‌آید و ضعیف می‌شود که می‌تواند باعث مهار رشد درخت شود. برای درمان باید از سم و مواد ضدعفونی‌کننده استفاده شود.[۳۶]
- بیماری گال طوقه: این بیماری مختص به درخت ساکورا نیست. در این بیماری رشد هیپرتروفی ریشهٔ درخت باعث پدیدار شدن غده‌هایی به نام گال بر روی ریشه می‌شود. درختان مبتلا دچار اختلال تنفسی و توقف رشد می‌شوند و خشک می‌گردند. تاکنون درمانی برای این بیماری یافت نشده‌است. بهتر است برای جلوگیری از مبتلا شدن درختان دیگر، خاک ضدعفونی شود.[۳۷]
- کرم لوله‌ای ریشه‌گرهی: این بیماری در اثر حملهٔ کرم‌های انگلی میکروسکوپی به نام کرم‌های لوله‌ای به وجود می‌آید. در اثر این بیماری نیز غده‌های گال در ریشه به وجود می‌آید که باعث تغییر شکل در سیستم ریشه می‌شوند. در نتیجه ریشه قادر به جذب آب و مواد معدنی نیست و رشد گیاه متوقف می‌شود.[۳۸]

شپشک، شته، مالاکوسوما نئوستریا و پروانه سفید درختان نیز مهم‌ترین آفات درختان ساکورا به‌شمار می‌آیند.

## ساکورا در فرهنگ ژاپن

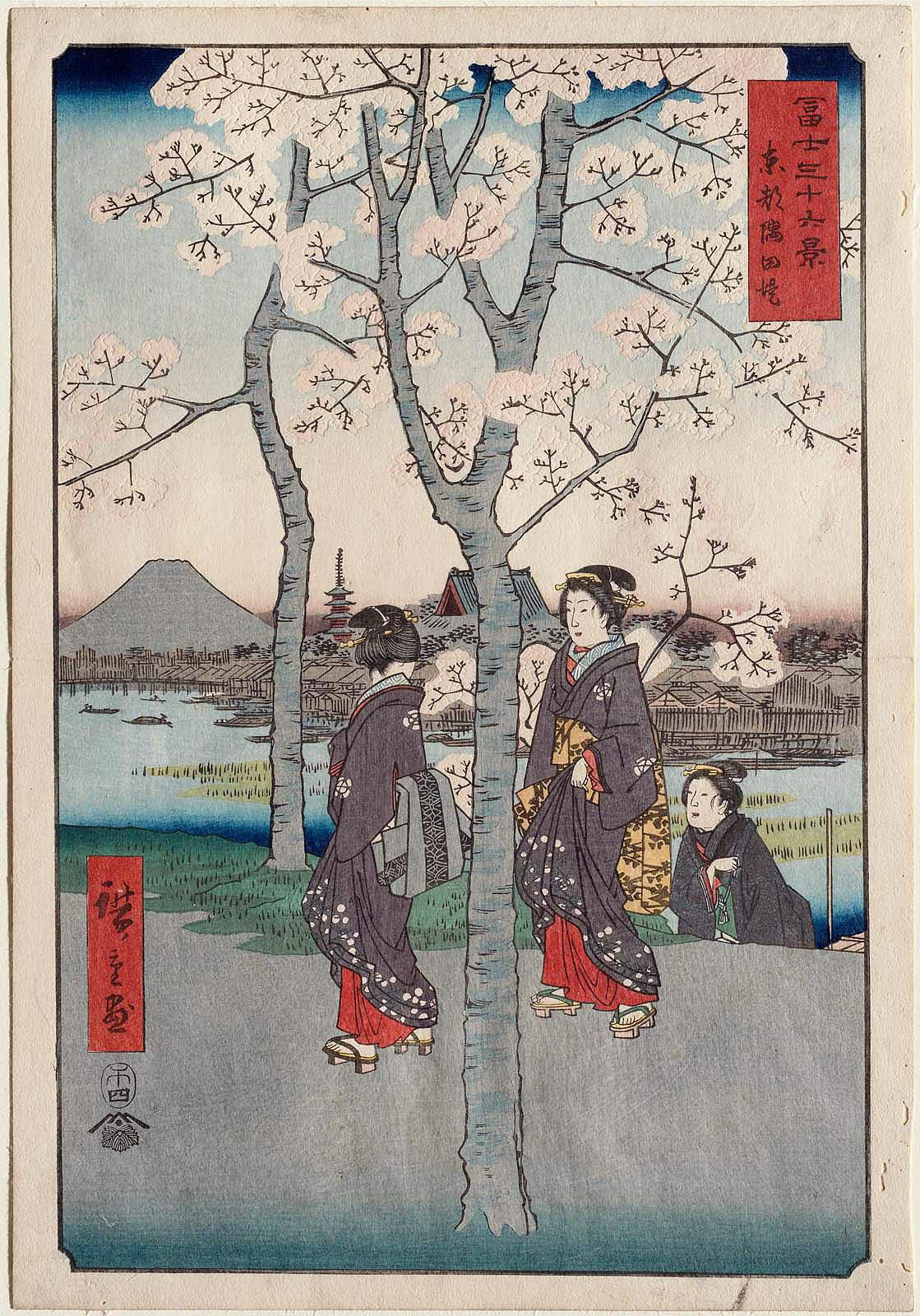
درخت ساکورا و کوه فوجی در یکی از نقاشی‌های هیروشیگه

آثار تاریخی نشان می‌دهد که در طول تاریخ کشور ژاپن همواره به ساکورا اهمیت داده می‌شده‌است. مطالبی در ارتباط با ساکورا در دو کتاب کوجیکی و نیهون‌شوکی که مهم‌ترین و قدیمی‌ترین کتاب‌های ملی و مذهبی ژاپن هستند، وجود دارد. همچنین در مان‌یوشو قدیمی‌ترین کتاب شعر ژاپن نیز اشعاری در وصف ساکورا به چشم می‌خورد. کتاب مان‌یوشو در دورهٔ نارا جمع‌آوری شد و در این دوره هنوز شکوفهٔ آلو در شعر ژاپنی سمبل گل‌ها به‌شمار می‌آمد بنابراین در این کتاب در برابر ۱۱۸ قطعه شعر در ارتباط با شکوفهٔ آلو تنها ۴۴ قطعه شعر در مورد ساکورا وجود دارد. از قرن هشتم میلادی و با شروع دوره هی‌آن (۱۱۸۵–۷۹۴ میلادی) بود که به‌تدریج محبوبیت شکوفهٔ ساکورا افزوده شد و در این دوره امپراتور ساگا (۸۴۲–۷۸۶ میلادی) به خاطر علاقهٔ بسیاری که به این گل داشت، رسم هانامی یا جشن دیدن گل‌ها را رواج داد.
در دورهٔ ادو (۱۸۶۸–۱۶۰۳ میلادی)، اصطلاحِ «گل ساکورا، مرد سامورایی» بین مردم رایج شد. در این دوره انواع گوناگون پرورشی ساکورا و همچنین محل‌های معروف ساکورا یکی پس از دیگری ایجاد شدند. در اواخر دورهٔ ادو سومی-یوشینو به وجود آمد و از آن پس این درخت در سراسر ژاپن به‌طور گسترده کاشته شد.
در دوره میجی، موتواوری نوریناگا (۱۸۰۱–۱۷۳۰) محقق و پژوهشگر فرهنگی ژاپن، در آثار خود نوشته‌است «روح ژاپنی‌ها با ساکورا همخوانی دارد». به عقیدهٔ او با اینکه عمر ساکورا کوتاه است ولی از نظر اینکه با تمام توان، زیبا زندگی می‌کند، همتایی ندارد. پرانرژی و با زنده‌دلی زیستن از دیرباز مورد علاقهٔ مردم ژاپن بوده‌است.
به‌دنبال او نیتوبه اینازو نویسندهٔ دیگر این دوران، در سرآغاز کتاب بوشیدو: روح ژاپن خود آورده‌است که راه و رسم سامورایی همانند سمبل ژاپن، شکوفه‌های ساکورا است. شکوفه‌های ساکورا برخلاف گل‌های دیگر، قبل از پژمرده شدن و در اوج زیبایی پرپر می‌شوند و از نظر ژاپنی‌ها در این مرگ زودهنگام نشانی از روح ایثار و خودگذشتگی وجود دارد. بدین ترتیب به‌تدریج در ارتش ژاپن، ساکورا به نماد ازخودگذشتگی تبدیل شد. برای نمونه در طول جنگ جهانی دوم به جای واژهٔ شهادت یا کشته‌شدن در جنگ عبارت پرپر شدن گل به کار برده می‌شد و پخش آهنگ‌های نظامی با مضمون ساکورا بسیار رایج بود. کامی‌کازه‌ها به ساکورا تشبیه می‌شدند. این جوانان با آگاهی به استقبال مرگ می‌رفتند. خلبانان کامی‌کازه هواپیمای خود را که فقط سوخت رفت داشتند، با انواع مواد آتش‌زا و منفجره به هدف‌های دشمن می‌زدند. مردم در آن زمان اعتقاد داشتند که این جوانان مثل ساکورا زیبا بودند و یکباره پرپر می‌شدند.
در حال حاضر در درجات شغلی اداره پلیس و همچنین نیروی دفاعی ژاپن از تصویر ساکورا به عنوان نمادی از ایثار این افراد جهت حفظ مال و جان مردم استفاده می‌شود. در واقع نقش ساکورا بر روی درجات شغلی پلیس و نظامیان ژاپن برابر با ستاره در کشورهای دیگر است.
ساکورا در فرهنگ ژاپن یادآور اصل ناپایداری امور دنیوی در آیین بوداست و در شعر و سرودهای بسیاری از آن به عنوان نماد ناپایداری یاد شده‌است. نقش ساکورا در بسیاری از پرچم‌های سازمان‌های مختلف مانند مدارس و پلیس و نیروی دفاعی ژاپن به چشم می‌خورد. همچنین نقش ساکورا در پشت سکهٔ ۱۰۰ ینی حک شده‌است.
هر چند که به خاطر تصوری که از ناپایدار بودن و عدم دوام ساکورا وجود دارد، ساکورا به عنوان یک نام خانوادگی، بسیار نادر و کمیاب است؛ اما برای نامگذاری دختران بسیار محبوب است. در سال ۲۰۱۰ در ژاپن در فهرست ۱۰ نام نوزاد دختری که دارای بیشترین رقم ثبت شده بودند، نام ۷ گل دیده می‌شود که در این بین ساکورا مقام نخست نام‌های انتخابی برای دختران در این سال را به خود اختصاص داده‌است.

### حوزهٔ شکوفه‌های گیلاس

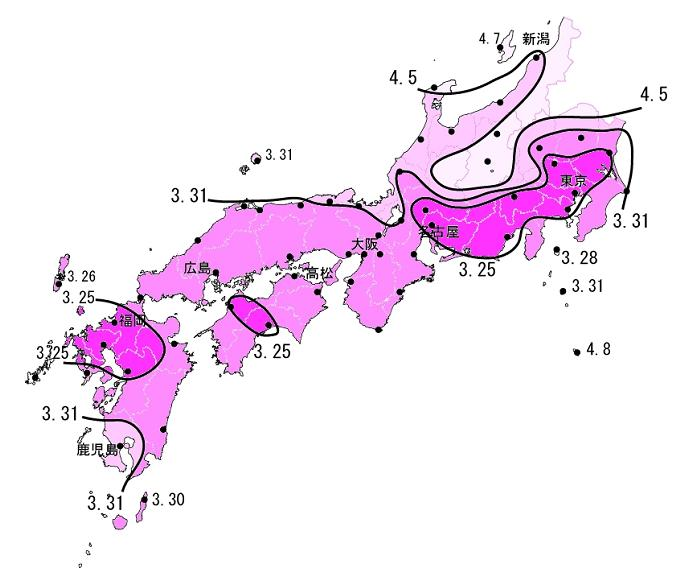
حوزهٔ شکفتن شکوفه‌های گیلاس خطوطی است که بر روی این نقشه وجود دارد. توکیو در این نقشه بر روی خطی که تاریخ ۲۵ مارس دارد، قرار دارد بنابراین زمان پیش‌بینی‌شده برای باز شدن شکوفه‌های درخت سومی-یوشینو در توکیو روز ۲۵ مارس است.

از نظر تنظیم برنامه‌ریزی جهت انجام جشن هانامی، پیش‌بینی صحیح زمان باز شدن شکوفه‌ها در ژاپن دارای اهمیت ویژه‌ای است؛ به همین جهت هر ساله در روز سوم مارس نظر متخصصان هواشناسی در مورد زمان احتمالی شکفتن شکوفه‌های گیلاس در استان‌های مختلف کشور، توسط سازمان هواشناسی ژاپن اعلام می‌شود. این زمان در قسمت‌های گوناگون ژاپن مختلف است و حتی ممکن است در قسمت‌های مختلف یک استان هم متفاوت باشد.
جهت پیش‌بینی تاریخ شکفتن شکوفه‌های گیلاس در روی نقشه ژاپن از روش ویژه‌ای به نام حوزهٔ شکوفه‌های گیلاس استفاده می‌شود. در این روش شهرهایی را که تاریخ شکفتن شکوفه‌های گیلاس در آن‌ها هم‌زمان است در روی نقشه با خط به یکدیگر متصل می‌کنند. به این خط‌ها حوزهٔ شکوفه‌های گیلاس گفته می‌شود و زمان پیش‌بینی‌شده برای باز شدن ساکورا و به‌طور اخص سومی-یوشینو در روی نقشهٔ ژاپن به این روش نشان داده می‌شود. واژهٔ حوزهٔ شکوفه‌های گیلاس توسط رسانه‌های گروهی اختراع شد و از سال ۱۹۶۷ میلادی استفاده می‌شود.

### جشن شکوفه‌های گیلاس
هانامی یا جشن شکوفه‌های گیلاس یکی از مراسم رایج در کشور ژاپن است. هانامی در زبان ژاپنی به معنی «دیدن گل‌هاست». هانامی در هنگام شکوفایی شکوفه‌های ساکورا و با جمع شدن دوستان و بستگان به دور هم و گسترانیدن سفره در زیر درختان ساکورا برگزار می‌شود.
هانامی برای نخستین بار در دورهٔ نارا (سال‌های ۷۱۰ تا ۷۹۴ میلادی) و در بین اشراف مرسوم شده‌است. در ابتدا دیدن شکوفه‌های آلو که در ژاپن اومه نامیده می‌شود، مرسوم بود اما در دورهٔ هِی‌آن (سال‌های ۷۹۴ تا ۱۱۸۵ میلادی) شکوفه‌های گیلاس جایگزین شکوفه‌های آلو شد. از اواسط دورهٔ ادو هانامی در بین عموم مردم رایج شد و امپراتور توکوگاوا یوشیمونه هشتمین امپراتور دورهٔ ادو جهت تشویق مردم و ترویج بیشتر هانامی دستور کاشت گستردهٔ درختان گیلاس را در سراسر کشور صادر کرد.

### مصرف خوراکی ساکورا
از زمان‌های بسیار کهن در ژاپن به‌غیر از میوه، از گل و برگ ساکورا نیز به عنوان مادهٔ خوراکی استفاده می‌شده‌است.
- در حال حاضر در جهان بیش از ۱۰۰۰ رقم گیلاس خوراکی وجود دارد که می‌توان آن‌ها را به‌طور کلی به سه گروه گیلاس شیرین، گیلاس ترش (آلبالو) و آلبالوی چینی تقسیم کرد. گیلاس آمریکایی و گیلاس ناپلئونی از انواع معروف گیلاس شیرین هستند. آلبالوی چینی امروزه به علت کوچک بودن اندازهٔ آن در بازار عرضه نمی‌شود.[۴۹]

با اینکه از ۳۰۰۰ سال پیش درخت گیلاس شیرین برای استفاده از میوهٔ آن در چین کشت می‌شده‌است در ژاپن کاشت درخت گیلاس شیرین به دوره میجی ۱۸۶۸–۱۹۱۲ میلادی برمی‌گردد. در این دوره درخت گیلاس شیرین از آمریکا وارد شد و کاشت آن در استان‌های هوکایدو، استان آئوموری، استان یاماگاتا و دیگر استان‌های شمالی آغاز گردید.
- ساکورایو یا چای شکوفهٔ گیلاس – یک نوع نوشیدنی ژاپنی است که از ساکورای مزه داده شده و آب جوش ساخته می‌شود. ساکورایو معمولاً در مراسم عروسی و خواستگاری به جای چای سبز صرف می‌شود. برای تهیه آن از یائه-زاکورا یا ساکورای پرگلبرگ و به‌ویژه از نوع ساکورای کانزان و فوگنزو استفاده می‌شود. نکتهٔ مهم در تهیهٔ ساکورایو این است که برای تهیه این چای، تنها باید از یک جفت ساکورای به‌هم‌چسبیده که نمادی از پیوند و پیمان میان دو نفر هستند، استفاده کرد.[۵۱]
- ساکورای نمک‌زده – در تهیهٔ آن از یائه-زاکورا یا ساکورای پرگلبرگ و نمک و سرکهٔ آلو استفاده می‌شود. معمولاً ساکورا یک ماه در سرکهٔ آلو و نمک خوابانده می‌شود و پس از آن در یخچال یا کیسه‌های نایلونی نگهداری می‌گردد و تا یکسال بعد قابل مصرف است. از ساکورای نمک‌زده برای تزئین غذا و شیرینی‌های سنتی و آنپان (نوعی نان ژاپنی) استفاده می‌شود.
- برگ ساکورای نمک‌زده بیشتر از برگ گیلاس اوشیما که خوش‌عطر است، در شیرینی‌های سنتی ژاپنی مانند ساکورا موچی به عنوان پوشش تزئینی مصرف می‌شود.[۵۲]
- برنج ساکورا – طرز تهیه آن به سه صورت است.
  - اونیگیری ساکورا: ساکورای خردشده و مزه داده شده، بعد از پختن برنج ژاپنی یا گوهان با برنج مخلوط می‌شود و به شکل گرد یا سه‌گوش شکل داده می‌شود.
  - پختن برنج با گل ساکورا: ساکورای خردشده همراه با برنج پخته می‌شود.
  - پختن برنج با برگ ساکورا: هنگام پختن برنج از جوشاندهٔ به‌دست‌آمده از برگ ساکورا به جای آب استفاده می‌شود.[۵۳]
- مربای ساکورا: از انواع گوناگون ساکورا در تهیهٔ مربا استفاده می‌شود.
- مصرف داروئی: از بعضی قسمت‌های پوست درخت ساکورا برای درمان سرفه، اکزما، عفونت پوست، تاول پا، و مسمومیت، با ماهی استفاده می‌شود.[۵۴]

### مراکز کاشت ساکورا در ژاپن
نخستین مرکز تحقیقاتی و کاشت ساکورا در ژاپن پشتهٔ آراکاوا نام دارد. این مکان هم‌اکنون در منطقهٔ آداچی در توکیو قرار دارد. این مرکز در سال ۱۸۸۵ میلادی به همت یکی از اشراف منطقه و با اهدای ۳۲۲۵ اصله درخت از ۷۵ گونه مختلف ساکورا احداث گردید. این عمل خیرخواهانه موجب شد که بسیاری از گونه‌های ساکورای دوره ادو محفوظ بماند و برای نسل امروز حفظ شود.

#### باغ‌های گیاه‌شناسی و مراکز تحقیقاتی
بهترین زمان برای بازدید از این مکان‌ها اوایل تا اواسط ماه آوریل است.
- مؤسسه ملی ژنتیک در شهر میشیما در استان شیزوئوکا قرار دارد. در این مرکز در حدود ۲۶۰ نوع مختلف درخت ساکورا جهت پژوهش نگهداری می‌شود که از نظر تنوع گونه بالاترین رقم در تمام کشور ژاپن به‌شمار می‌آید. بازدید از این مرکز برای عموم مردم به جز یک روز در ماه آوریل هر سال آزاد نیست.[۵۶]
- باغ گیاه‌شناسی جنگل تاما یکی از مراکز مهم تحقیق و حفظ گونه‌های ساکورا در ژاپن است. در این مرکز ۱۵۰۰ درخت ساکورا در ۲۵۰ گونهٔ مختلف وجود دارد.[۵۷]
- باغ گیاه‌شناسی جیندای در منطقهٔ چوفو قرار دارد و دارای ۶۰۰ درخت در ۶۵ گونهٔ مختلف ساکورا است.[۵۸]
- باغ گیاه‌شناسی کویشیکاوا این باغ گیاه‌شناسی وابسته به دانشگاه توکیوست و در آن ۲۳ نوع مختلف ساکورا وجود دارد.[۵۹]

#### پارک‌ها و مکان‌های برگزیده
این ۵ پارک در توکیو به نام‌های شینجوکو گیوئن، اوئنو، سومیدا، اینوکاشیرا و کوگانه‌ای در فهرست صد پارک برگزیده ژاپن جهت هانامی قرار دارند.
پارک شینجوکو گیوئن پرتنوع‌ترین پارک در توکیو از نظر داشتن ساکورا است. این پارک در منطقهٔ شینجوکو قرار دارد و دارای ۱۵۰۰ درخت از ۶۵ نوع مختلف ساکوراست. به غیر از این ۵ پارک خندق چیدوریگافوچی در شمال غربی کاخ امپراتوری توکیو و اطراف آن پارک چیدوریگافوچی و نیپون بودوکان نیز با داشتن ۳۷۰ درخت ساکورا یکی از زیباترین مکان‌های توکیو جهت دیدن ساکورا، به‌ویژه از نوع یاما-زاکورا به‌شمار می‌آید.

### پنج تک‌درخت معروف ساکورا

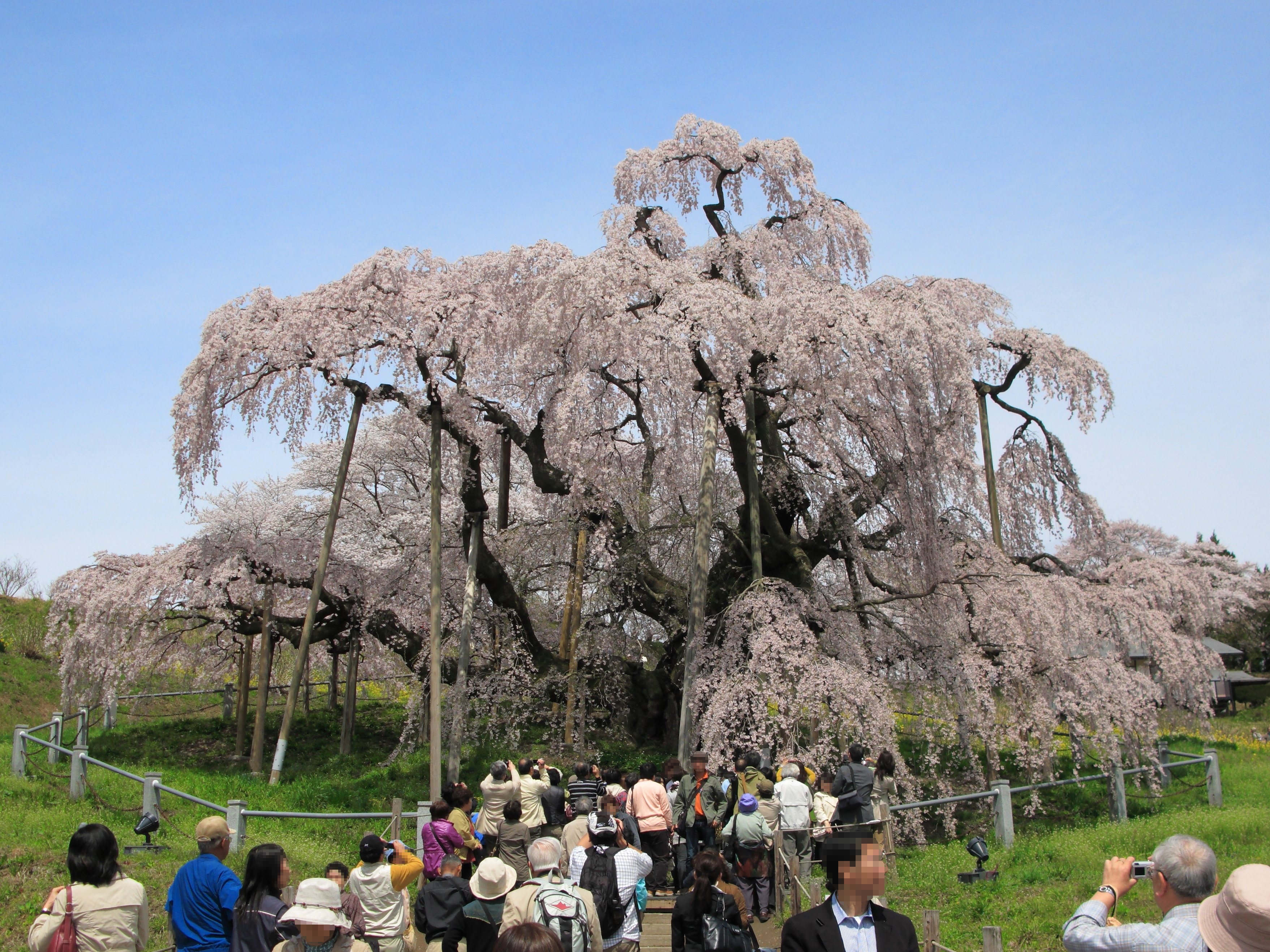
میهاراتاکی-زاکورا در استان فوکوشیما

پنج تک‌درخت ساکورا در سال ۱۹۲۲ به عنوان گنجینه‌های طبیعی ژاپن به ثبت رسیدند. این پنج درخت عبارتند از:
- ایشیتوکا-زاکورا در استان سایتاما. این درخت بیش از ۸۰۰ سال عمر دارد و از نوع درخت‌های کابا-زاکورا به‌شمار می‌رود.
- میهاراتاکی-زاکورا در استان فوکوشیما. این درخت بیش از ۱۰۰۰ سال عمر دارد و از نوع درختان شیداره-زاکورا (شاخه افشان) است.
- جیندای-زاکورا در استان یاماناشی. این درخت در حدود ۱۸۰۰ تا ۲۰۰۰ سال عمر دارد و کهنسالترین درخت نوع ادوهیگان در ژاپن به‌شمار می‌رود.
- کارییادو نو گبا-زاکورا در استان شیزوئوکا. این درخت بیش از ۸۰۰ سال عمر دارد و از نوع درخت‌های یاما-زاکورا به‌شمار می‌رود.
- اوسوزومی-زاکورا در استان گیفو. این درخت بیش از ۱۵۰۰ سال عمر دارد و از نوع درخت‌های ادوهیگان به‌شمار می‌رود.[۶۲]

## اهدای ساکورا از طرف ژاپن
آمریکا

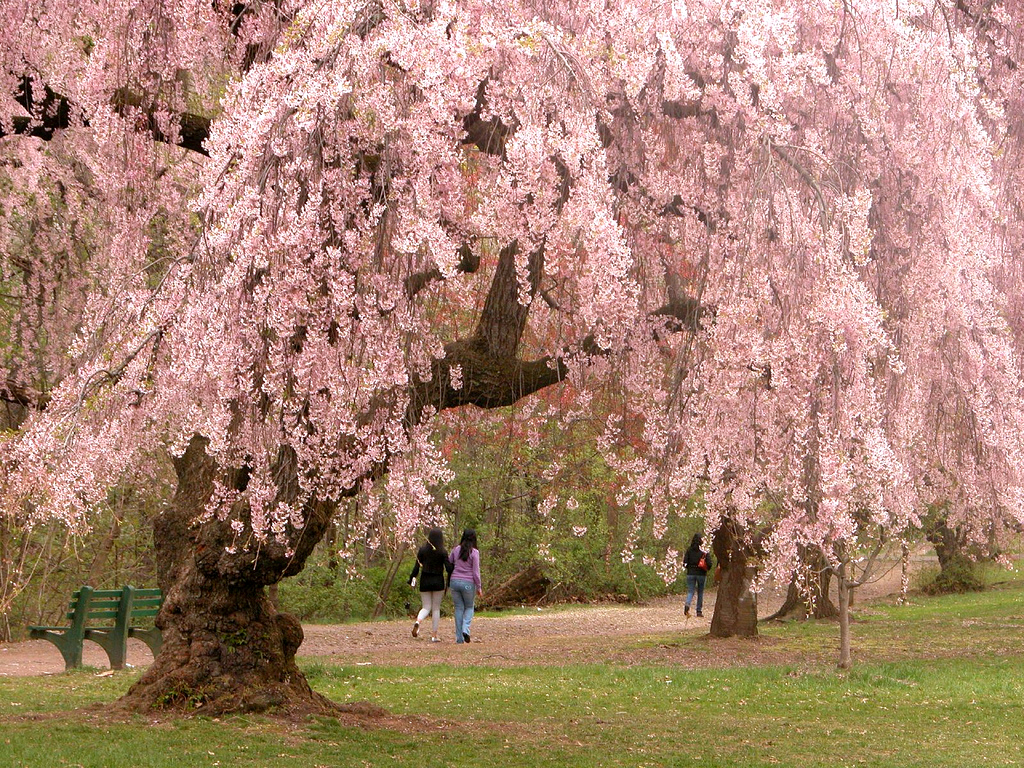
ساکورا در نیویورک

آغاز کاشت ساکورا در آمریکا به سال ۱۹۱۲ برمی‌گردد. در این سال ۳٫۰۲۰ اصله درخت ساکورا از ۱۲ گونهٔ متفاوت به نشانهٔ دوستی مردم ژاپن و آمریکا به این کشور هدیه شد. بیشتر این درختان ساکورا از نوع سومی-یوشینو بودند و در اطراف رودخانه پوتوماک کاشته شدند. در میان انواع ساکوراهای اهدایی گیوایکو نیز وجود داشت که برای کاشت در اطراف کاخ سفید انتخاب شد. در همان سال ۲٫۰۰۰ اصله درخت نیز به نیویورک اهدا شد که در پارک ساکورا واقع در محلهٔ منهتن نیویورک کاشته شدند.
در سال ۱۹۶۵ میلادی بار دیگر ۳٫۸۰۰ اصله درخت سومی-یوشینو از طرف دولت ژاپن به بانوی اول آمریکا، همسر رئیس‌جمهور لیندون بینز جانسون اهدا شد. بیشتر این درختان در باغ یادبود واشینگتن کاشته شدند.
ترکیه
در سال ۲۰۰۵ میلادی ۵۸۷ اصله درخت ساکورا به یک باغ گیاه‌شناسی در استانبول اهدا شد. هر درخت نشان‌دهنده و یادبود یکی از ملوانان ناوچهٔ معروف ارطغرل بود. در سال ۱۸۹۰ میلادی این ناوچه پس از خاتمهٔ سفر حسن‌نیت و بهبود رابطهٔ دولت عثمانی با ژاپن در اثر گردباد در دریا غرق شد و ۵۸۷ نفر از ملوانان جان خود را از دست دادند. همچنین در سال ۲۰۱۰ میلادی ۳۰۰۰ اصله درخت ساکورا به نشانهٔ یادبود صد و بیستمین سال دوستی مابین دو کشور از طرف ژاپن به کشور ترکیه فرستاده و در شهرهای استانبول، آنکارا و ایزمیت کاشته شد.
چین
- در سال ۱۹۷۳ میلادی از طرف نخست‌وزیر ژاپن، تعدادی ساکورا به چین اهدا شد که در پارک شکوفه‌های گیلاس لانگ وانگ تانگ و دانشگاه وهان کاشته شدند.[۶۸]
- در سال ۲۰۱۰ ژاپن، ۲۰۰۰ اصله درخت ساکورا را به نشانهٔ دوستی بین دو ملت، به چین هدیه کرد. این درختان در پارک کشتی سبز شرق در حومهٔ شانگهای کاشته شدند.[۶۹]

کانادا
کشور کانادا نیز در ۱۹۵۹ و ۲۰۰۵ میلادی تعدادی درخت سومی-یوشینو از سفارت ژاپن در تورنتو دریافت کرد.